# Natália Pedro da Costa Umbelina Neto
Pour les articles homonymes, voir Umbelina et Neto.
Natália Pedro da Costa Umbelina Neto, née le 3 novembre 1951 à Sao Tomé-et-Principe, est une femme politique santoméenne.

## Biographie
Natália Pedro da Costa Umbelina Neto obtient son doctorat à l'université de Provence Aix-Marseille I en 2007.
Entre 1990 et 1999, elle est secrétaire générale de la commission nationale de l'UNESCO à Sao Tomé-et-Principe. Elle est secrétaire régionale aux Affaires sociales et institutionnelles dans le gouvernement régional de l’île de Principe de 2010 à 2012.
Elle est ministre des Affaires étrangères, de la Coopération et des Communautés de 2012 à 2014.

## Publications
- Colette Dubois (dir.) et Natália Pedro da Costa Umbelina Neto, Les îles São Tomé et Príncipe (1853-1903) : de l'abolition de l'esclavage à la généralisation des travailleurs sous contrat, les Serviçaes, Université d'Aix-Marseille I, 2007, 2 vol. 590 + 508 p.